# Høgni Debes Joensen
Høgni Debes Joensen (født 12. oktober 1944 på Frederiksberg i Danmark) er en færøsk læge og forfatter. Søn af færøske forældre (Hans Debes Joensen og Louise Mohr) og voksede op i Tórshavn. Tog studentereksamen fra Sorø Akademi 1963 og blev cand.med. fra Københavns Universitet i 1969, speciallæge i dermatologi/venerologi i 1976 og i samfundsmedicin/administrativ medicin i 1983. Embedslægeeksamen i 1978.
Høgni Debes Joensen var landslæge (chief medical officer) på Færøerne fra 1979, indtil han gik på pension som 70-årig den 31. oktober 2014. Hans far var landslæge fra 1949 til 1979.
Debuterede i 2016 som romanforfatter, da han udgav romanen Stjørnustundir í skugga på forlaget Sprotin.